# Châlons Vatry repülőtér
A Châlons Vatry repülőtér (IATA: XCR, ICAO: LFOK) egy kisebb nemzetközi repülőtér Franciaországban, Châlons-en-Champagne közelében.  Éves utasforgalma 102 fő . A repülőtér korábban katonai légibázisként működött.

## Futópályák
A repülőtér futópályái:
- 10/28 (3860 m, 45 m, aszfalt)

## Forgalom
Az utasforgalom az elmúlt években az alábbi módon változott:
| Utasok száma | 102  | 1322 | 6801 | 4506 | 21 255 | 87 745 | 83 897 | 108 845 | 36 929 | 62 007 |
|              | 2000 | 2002 | 2005 | 2007 | 2010   | 2012   | 2015   | 2017    | 2020   | 2022   |

## Célállomások
A repülőtérről az alábbi célállomások érhetők el:
| Légitársaság | Célállomások                     |
| ------------ | -------------------------------- |
| Ryanair      | Marrakesh, Porto Szezonális: Fès |